# كلارنس روست
كلارنس روست هو لاعب هوكي الجليد كندي، ولد في 9 مارس 1914 في وينيبيغ في كندا، وتوفي في 7 أغسطس 2008.

## وصلات خارجية
- كلارنس روست على موقع EliteProspects.com (الإنجليزية)
- كلارنس روست على موقع HockeyDB.com (الإنجليزية)